# 고유성 (만화가)
고유성(1948년 7월 27일 ~ 2023년 4월 9일)은 대한민국의 만화가이다.

## 활동
1970년대 중반~90년대 초반까지 소년지 위주로 활발히 작품 활동을 했다.
데뷔작은 고박사가 주인공인 추리 만화인데 당시 심의에서 '우리나라에는 탐정이라는 직업이 없다'는 이유로 추리 만화를 허가하지 않아 SF물로 돌아섰다.
비슷한 시기에 김형배가 주로 전쟁, 밀리터리 쪽에 관심을 보인데 반해, 고유성은 우주를 배경으로, 초능력과 명랑물 쪽에 치중하는 경향이 있었다.
오너캐 비슷하게 "고박사"란 인물이 종종 작품에 등장하곤 하며 다른 만화가의 작품에도 찾아 볼 수 있는데 김철호의 만화에 단골로 출연하는 고박사는 사실 고유성을 베이스로 하고 있으며 허영만의 대표작 중 하나인 무당거미에선 아예 고재훈이란 이름의 캐릭터로 등장한다. 타짜에 나오는 "고광열"이란 인물도 고유성 본인 내지 무당거미 등 허영만 만화 속에 나오는 고재훈 캐릭터에 대한 일종의 오마쥬라고 볼 수 있다.
말년에는 만화 연재는 하지 않고 과거에 그려놨던 미완의 작품을 스캔해서 보존하는 데 치중하였다.
이글루스 블로그도 하고 있었다. 만화와 만화계, 그리고 자신의 전문분야인 SF라는 장르에 대한 본인의 생각을 엿볼 수 있다. 여기에 가면 스스로 올린 과거에 잡지 연재 및 대본소용으로 제작한 일부 작품의 스캔본을 감상할 수 있다. 특히 그 중에서 바사기의 만화기행은 해방 이후 한국에서 만화와 만화가가 어떤 대접을 받았으며 그 당시의 만화는 어떤 과정을 거쳐서 제작이 되었는지, 본인의 분신격인 바사기의 눈을 통해서 아주 재미있게 그려놓았으면서도, 한국 만화계의 현실과 한계에 대해 진지하게 생각해 볼 수 있다.
다작을 해서인지 표절에서 자유롭지 못하다. 특히 디자인적으로 문제가 심한데 로보트 킹은 자이언트 로보의 GR2와 거의 동일하고 나간다 트론 초반에 격파되는 주인공측 메카들이 은하표류 바이팜에 등장하는 주인공 기체들이다. 혹성로봇 델타는 건담의 몸체에 머리는 달타니어스...에너지를 흡수하는 우주 괴물의 외형은 AD&D의 디스플레이서 비스트다. 연재 당시부터 일본 만화를 동시에 접하던 사람들이라면 누구나 아는 사실을 이제와서 부정하는 경우가 있는데 어처구니 없는 일이다.
스토리 또한 지금 기준으로는 문제가 될 수 있는 작품들이 있다. 걸작 SF소설인 아시모프의 강철도시는 제목까지 그대로 사용했고 로버트 셰클리의 "불사판매 주식회사"(영화 프리잭의 원작)나 알프레드 베스터의 "타이거 타이거"라든가, 에드먼드 해밀턴의 캡틴 퓨쳐라든가, 영화 "괴물 더 씽이라든지 "빛의 전사 마스크맨"[7]등을 표절도 아니고 그냥 무단 도용하여 만화한 경우가 있다.
아예 작품 전체를 통째로 표절한 경우도 있다. 미국 영화 조니 5 파괴 작전을 그대로 베껴 <무적로봇 콩>이라는 만화를 그려 청소년 신문에 연재한 적도 있으니...
다만, 고유성이 한창 활동했을 당시에는 저작권에 대한 개념이 전혀 없었던 시절이었다는 점을 감안해야 할 것이다. 그린 사람이나 읽는 사람이나 눈곱만큼도 이런 게 잘못된 것이라고 생각치 않던 시절이었기 때문이다. 또한 도용된 작품들이 워낙 유명한 작품이기 때문에, 이미 국내에는 일본어 중역판을 통해 어느 정도 소개된 뒤였으므로,(아예 아동문고로 출판되기도 했으니..) 어느 정도 사정을 아는 독자들이라면 이게 오리지널 스토리는 아니라는 것 쯤은 알고 있었다. 즉, 원전이 누군지는 정확히 몰라도 일단 원작이 있고 그림만 고유성이 그렸다는 식으로 인식하는 수준. 특히 해당 작품에 대한 이해를 바탕으로 하는지 단순히 스토리를 베낀다거나 모로사와급 원작 파괴를 저지르기보다는 충분히 원작을 따르면서도 적절한 로컬라이징과 적절한 눈높이(혹은 정서)를 보여 준다. 본인의 블로그에서도 이러한 사정에 대해서 간략하게 언급하고 있다.
물론 어디까지나 당시의 사정이 그랬다는 것일 뿐이고, 결국 표절에 대한 도의적인 면죄부가 주어지는 것은 아니기 때문에 비슷한 부류인 김청기와 마찬가지로 과거와 같은 고평가는 받지 못하는 상황이다.

## 주요 인물
- 유탄 - 짙은 눈썹의 호남형 캐릭터. 고유성 화백의 대부분의 작품에서 주인공으로 출연한다. 어떤 작품에 출연해도 성격이 거의 변하지 않는 이현세의 레귤러 오혜성과 달리 작품에 따라 진지한 성격부터 건들건들한 타입, 머리보다 몸이 앞서는 단순 무식까지 캐릭터가 다양하다. 그러나 척봐도 이 캐릭터는 육체적으로 강인한 호남형이라서 주로 코믹부터 하드보일드까지의 성격이 많고, 연약하거나 남자답지 않은 성격으로 나오는 경우는 없었다.
- 호연 - 긴 곱슬머리의 미녀 캐릭터. 대부분 히로인 포지션으로 출연하며 드세고 지기 싫어하는 여걸형 캐릭터로 나올 때가 많다. 로보트 킹의 사례처럼 사이보그화되어 사이드킥의 역할을 수행하는 작품도 몇인가 존재.
- 고 박사 - 단골 조연으로 베레모를 쓴 안경 낀 호빗(...). 거의 대부분의 작품에서 시니컬한 성격의 천재로 등장하지만 나이 설정이 고무줄(...)이라서 외모와 일치하는 어린아이일때도 있고, 어떨땐 외모는 어린애지만 실제 나이는 유탄보다 연상인 아저씨인 경우도 있다. 고유성 화백의 오너캐에 가까운 캐릭터.